# Mokhtar Puteh

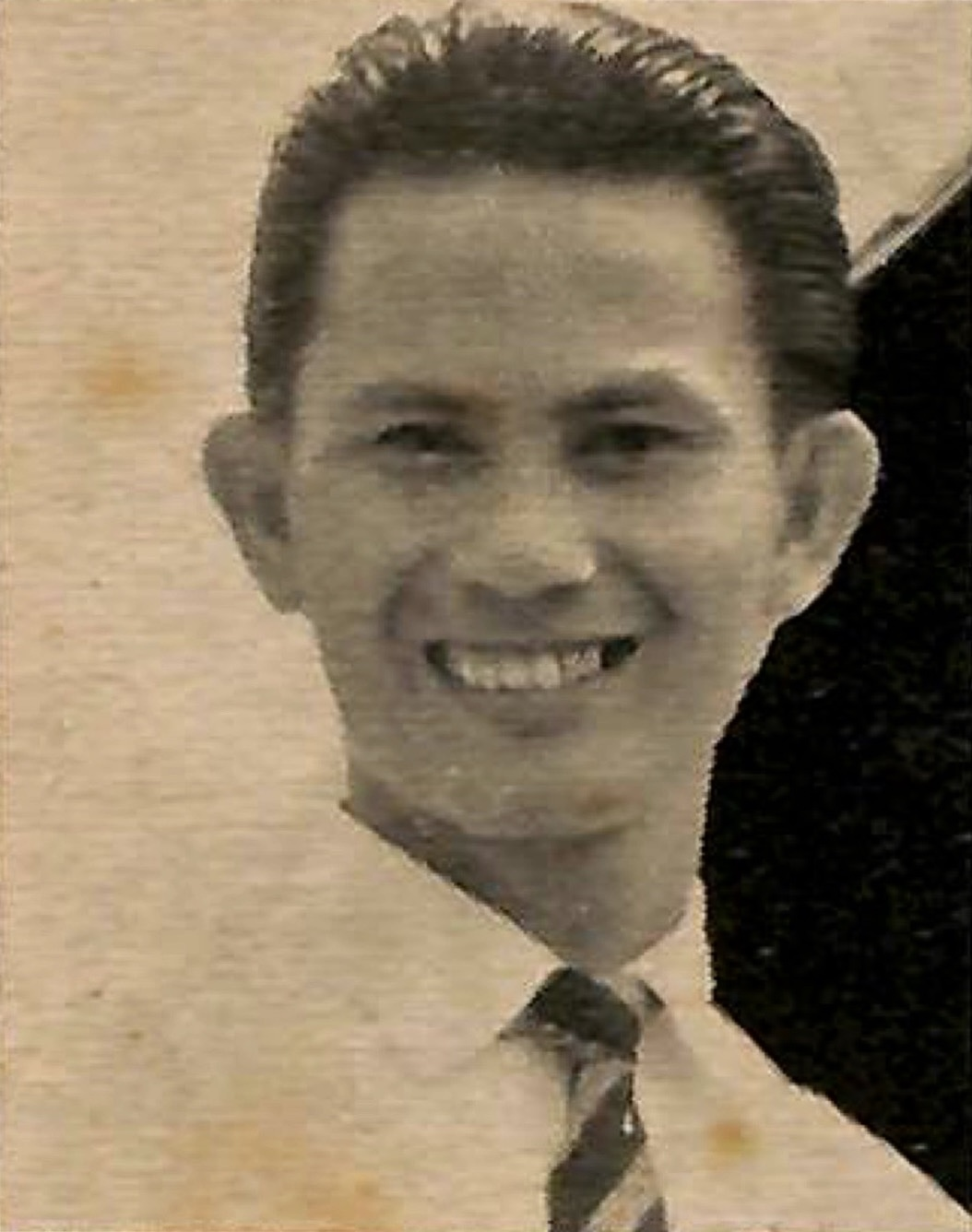
Pengiran Puteh (1960).

Pengiran Mokhtar Puteh (auch: Mokhtar Putih, geb. 19. September 1929, Kianggeh, Bandar Seri Begawan, Brunei; gest. 30. April 2016, Raja Isteri Pengiran Anak Saleha Hospital, Brunei) war ein Adliger und Beamter in Brunei. Er diente in verschiedenen hochrangigen Positionen, unter anderem als Mitglied des Privy Council und als Vizepräsident des Brunei Darussalam National Olympic Council. Er war für sein aktives Engagement für wohltätige Zwecke und sportliche Aktivitäten bekannt.

## Leben

### Jugend und Ausbildung
Moktar Puteh wurde am 19. September 1929 in Kampong Kianggeh als Sohn des Adligen Pengiran Rajid geboren.
Von 1939 bis 1942 besuchte Mokhtar Puteh die Kajang Malay School in Bandar Seri Begawan. Er setzte seine Ausbildung an der Roman Catholic Mission School fort. 1941, als Brunei durch die Japaner besetzt war, setzte er seine akademische Karriere an der Sarawak Navy Academy.

### Karriere
Seine berufliche Karriere begann Mokhtar Puteh als Rundfunk- und Informations-Offizier im Distrikt Brunei-Muara. Im Mai 1968 wurde er zum Chief of Adat Istiadat Negara im königlichen Haushalt berufen. Diese Position hatte er bis in die 1990er inne.
Die bruneianische Regierung lehnte den Antrag der BAKER-Partei ab, 1969 nach London zu reisen, um mit der Delegation des Sultans zu verhandeln. Die königlichen Behörden Bruneis schickten die Führer der BAKER-Partei weg, als diese darum baten, in den Diskussionen zwischen der britischen und der bruneiischen Regierung politisch vertreten zu werden. Jamil Al-Sufri und Mokhtar Puteh erklärten die politische Darstellung der BAKER-Partei für zu lächerlich, als dass man sie in Erwägung ziehen könnte.
Als Repräsentant des Palastes war er auch 1969 der Sprecher, der die Gerüchte über die Verlobung von Prinz Mohammed Bolkiah mit einer Prinzessin der königlichen Familie von Johor zerstreute. Während einer Sitzung des Legislativrats im selben Jahr wurde der Regierung vorgeschlagen, die britische Regierung bezüglich der Zukunft der Verfassung des Landes zu konsultieren. Er und Jamil Al-Sufri hielten den Vorschlag für unangemessen.
1970 vertrat er Brunei in einer Debatte mit dem ehemaligen Tengku Abdul Rahman über den Limbang-Streit. 1979 begrüßte er Hussein Onn im Kries der Würdenträger anlässlich seiner Einladung zur königlichen Hochzeit der Prinzessin Amal Nasibah Bolkiah. 1995 übernahm er erneut das Amt des Grand Chamberlain Office im Istana Darul Hana.

### Weitere Ämter
Er war Vizepräsident des Brunei Darussalam National Olympic Council seit 1956 und Mitglied des Privy Council. Außerdem  war er Präsident der Brunei Draussalam Pencak Silat Federation.

## Tod
Um 18:40 am 30. April 2016 verstarb Mokhtar Puteh 86-jährig im Raja Isteri Pengiran Anak Saleha Hospital. Prinz Al-Muhtadee Billah begleitete Sultan Hassanal Bolkiah zur Trauerfeier in Mokhtars Haus in Kampong Telanai. Das Bestattungsgebet wurde von Mufti Abdul Aziz Juned geleitet. Zur Trauergesellschaft gehörten Mitglieder der königlichen Familie, des Ministerrat von Brunei und weitere Würdenträger. Sein Leichnam wurde auf dem Kampong Telanai Muslim Cemetery bestattet.

## Familie
Ein bekannter Sohn ist Pengiran Hishamuddin Alli, der Gründer und Managing Director von Pakar Tenaga Bersatu (PTB), Pengiran Nor Ikhsan ist ein Bergsteiger, der bereits am Mount Everest war, Pengiran Omarali ist Lieutenant Commander in der Bruneiischen Marine, und Pengiran Saiful Redzali ist Leiter der Belait District Football Association. Zur Zeit seines Todes hatte er 16 Kinder, 64 Enkel und 27 Urenkel.

## Ehrungen
Mokhtar Puteh wurde im Mai 1968 von Sultan Omar Ali Saifuddin III. mit dem cheteria-Titel Yang Amat Mulia (The Most Noble) Pengiran Penggawa Laila Bentara Istiadat Diraja Dalam Istana ausgezeichnet und später zum Pengiran Jaya Indera befördert (Mai 1996). Außerdem wurde ihm 2006 der Youth Council of Brunei’s Meritorious Youth Leader Award verliehen. Folgende Orden wurden ihm verliehen:

### National
- Family Order of Laila Utama (DK I; 1972) – Dato Laila Utama
- Family Order of Seri Utama (DK II; 1970) – Dato Seri Utama
- Order of Setia Negara Brunei 2. Klasse (DSNB; 1968) – Dato Setia
- Order of Seri Paduka Mahkota Brunei 2. Klasse (DPMB; 23. September 1967) – Dato Paduka[14]
- Order of Pahlawan Negara Brunei 3. Klasse (PNB; 1963)
- Sultan Hassanal Bolkiah Medal (PHBS; 1968)
- Pingat Bakti Laila Ikhlas (PBLI; 2008)
- Meritorious Service Medal (PJK; 1968)
- Long Service Medal (PKL; 1967)

### Ausländisch
- Vereinigtes Königreich:
  -  Honorary Commander des Royal Victorian Order (CVO; 1992); Honorary Member (MVO; 1972)
- Selangor:
  -  Sultan Salahuddin Silver Jubilee Medal (3. September 1985)